# A mi madre le gustan las mujeres
A mi madre le gustan las mujeres es una película española dirigida por Inés París y Daniela Fejerman, estrenada en 2001. Se trata de una comedia con elementos dramáticos y de romance de temática LGBT, y supone el debut en la dirección de París y Fejerman, quienes hasta entonces habían desarrollado una sólida carrera de guionistas.

## Sinopsis

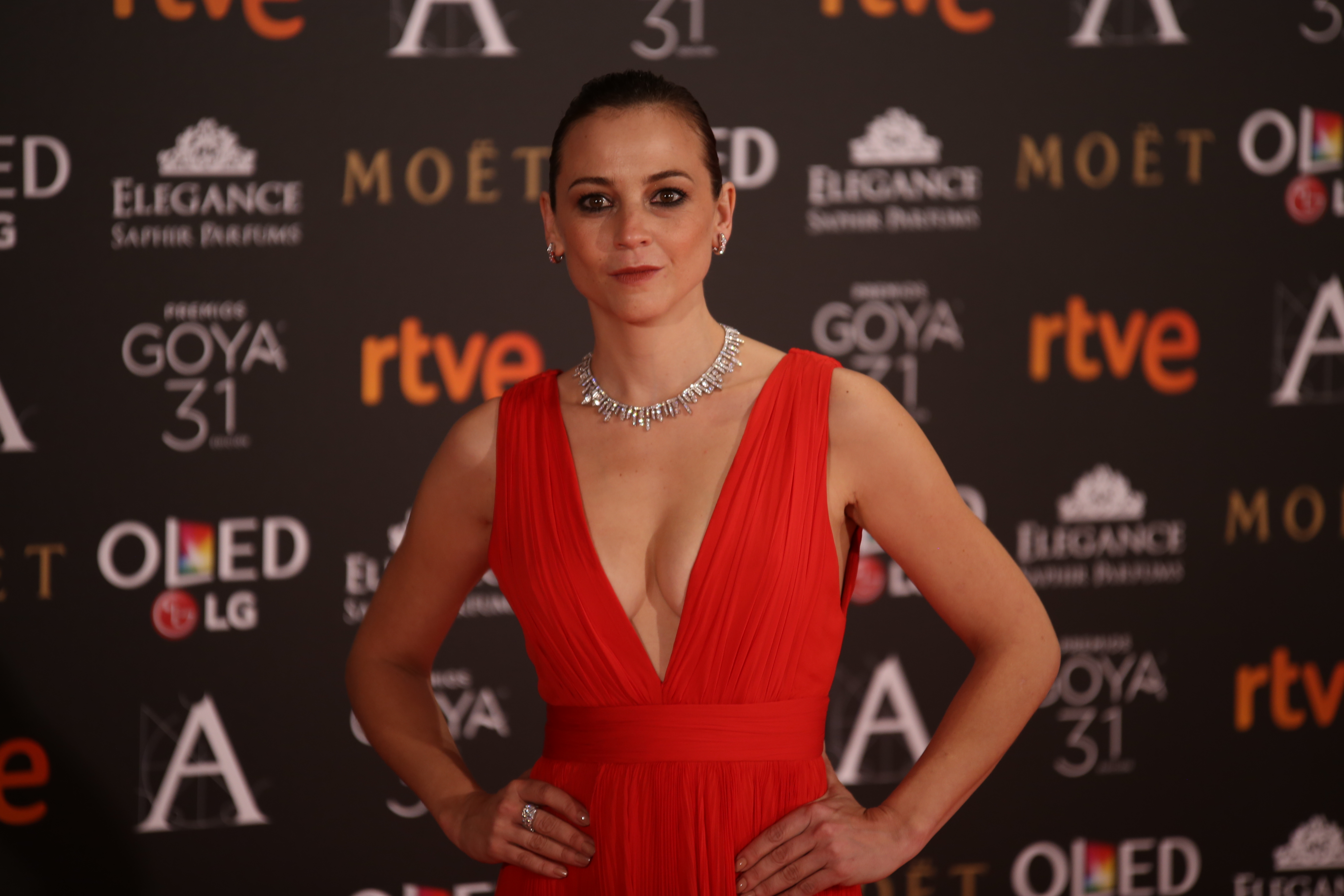
Leonor Watling obtuvo el Fotogramas de Plata 2003 por su papel en la película.

Elvira (Leonor Watling) es una muchacha veinteañera, guapa pero bastante insegura y dubitativa, que se reúne en casa de su madre Sofía (Rosa María Sardá) con sus hermanas Jimena (María Pujalte) y Sol (Silvia Abascal). Sofía es una célebre pianista, separada del padre de sus hijas desde hace años, quien ha decidido reunir a sus hijas para comunicarles una importante noticia personal.

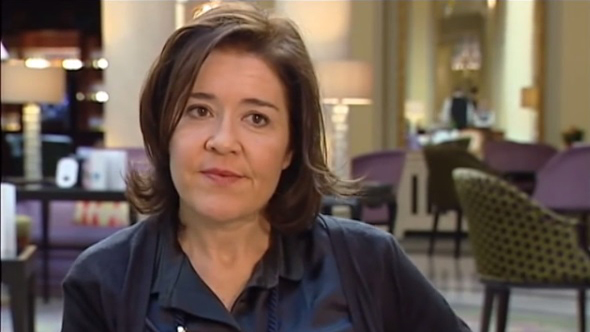
María Pujalte encarna en el film el papel de Jimena

Una vez reunidas, y ante la intriga de las mujeres, Sofía comunica a sus hijas que después de varios años tras el divorcio de su padre nuevamente está enamorada. Tiene una nueva relación y piensa casarse otra vez.

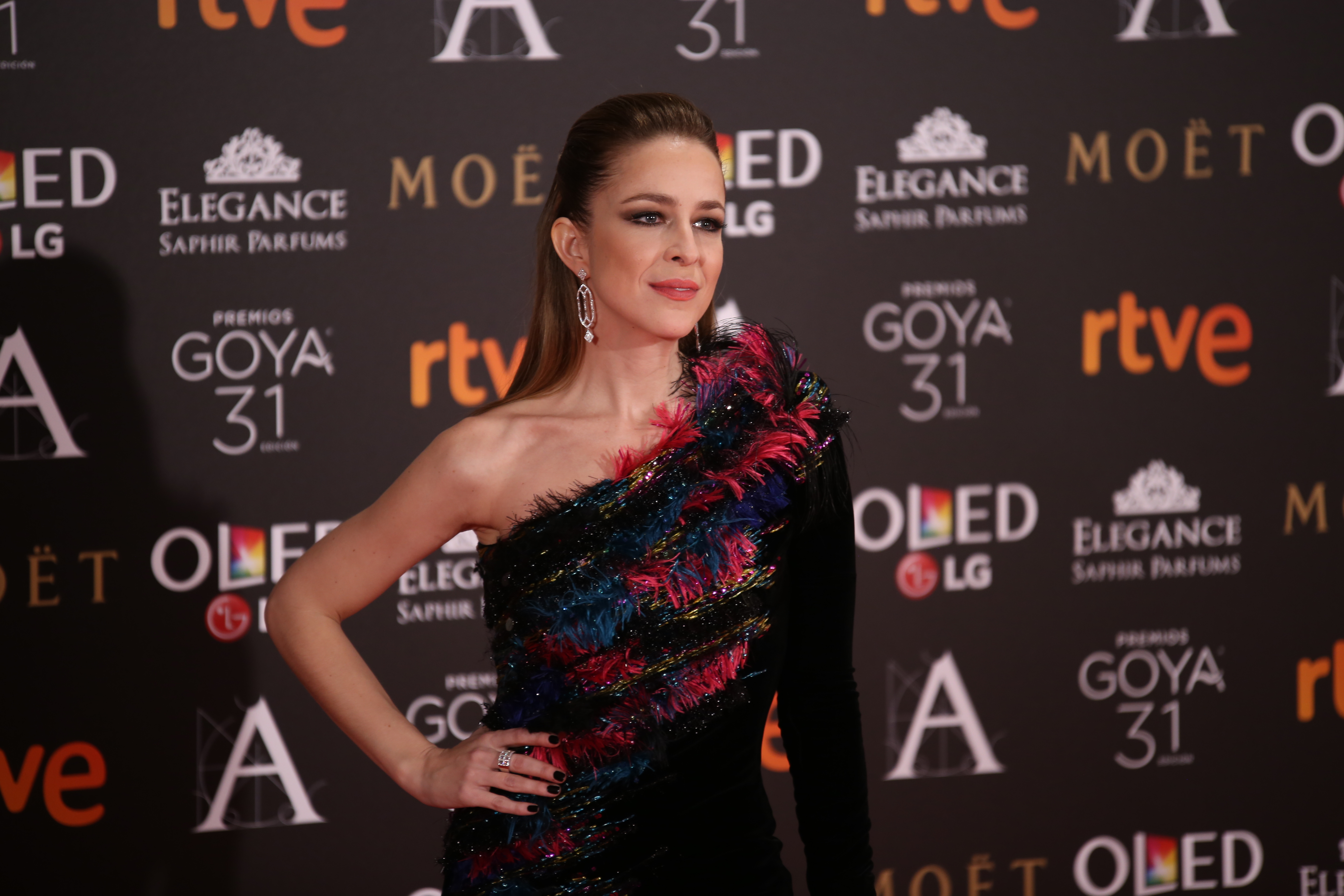
Silvia Abascal encarna a Sol la hija y hermana menor de la familia.

La alegría inicial de las mujeres se tornará en sorpresa cuando descubren que la nueva pareja de su madre es Eliska (Eliska Sirova); una joven pianista de origen Checo. Las tres hermanas intentan reaccionar como las mujeres modernas que son, aunque alguna demostrará no ser tan abierta de mente como cabría suponerse. A Elvira la noticia la sume en una tremenda crisis de identidad sexual. Aunque las hermanas conspirarán para intentar separar a su madre de su nueva novia la aventura acabará de la forma que menos podían imaginar.

## Reparto
| Actor/Actriz     | Personaje       |
| ---------------- | --------------- |
| Leonor Watling   | Elvira          |
| Rosa Maria Sardà | Sofía           |
| María Pujalte    | Gimena          |
| Silvia Abascal   | Sol             |
| Chisco Amado     | Miguel          |
| Álex Angulo      | Bernardo        |
| Eliska Sirová    | Eliska          |
| Xabier Elorriaga | Carlos          |
| Aitor Mazo       | Ernesto         |
| Sergio Otegui    | Javier          |
| Gabriel Garbisu  | Raúl            |
| Nicolás Quirós   | Benja           |
| Thomas Obermaier | Vaclav          |
| Carla Calparsoro | Gloria          |
| Ana Goya         | Carmen          |
| Inés Castellanos | Elvira Niña     |
| Fernando Colomo  | Juez de Paz     |
| Satur Barrios    | Maite           |
| Laura Pizarroso  | Jimena Niña     |
| Adriana Otaola   | Sol Niña        |
| Alberto Chaves   | Chico Concierto |
| Lucía del Río    |                 |

## Recepción
A mi madre le gustan las mujeres tiene en general una buena recepción en los portales dedicados al cine y en la crítica cinematográfica. En IMDb tiene una valoracion de 6,3 sobre 10 y en FilmAffinity España de 5,6 sobre 10. En general existe amplio consenso en destacar la interpretación de Leonor Watling, en cuyo rol pilota gran parte del peso del argumento, que fue reconocida con el Premio Fotogramas de Plata 2003.
Ángel Fernández-Santos, en el diario El País, la reseña como una película que "Tiene mucha inteligencia, es sagaz, completamente viva". Mirito Torreiro en la revista Fotogramas indica "Mucho tiene esta comedia (...) de trama de enredos, con todos los trucos (...), pero con la gracia añadida de un traspaso de papeles que hace que muchos de los personajes, como en las grandes comedias de Billy Wilder, estén en el lugar equivocado y en el momento más inoportuno".

## Premios
Festival de cine de Cartagena, 2003
- candidata al Premio Catalina de Oro junto a Inés París.

Festival de cine gay y lésbico de Dublín, 2003
- ganadora del Premio del Público junto a Inés París.

Premios Goya
- candidata al Premio al mejor directora novel junto a Inés París; Leonor Watling candidata a mejor actriz protagonista y Juan Bardem Aguado candidato al premio a mejor banda sonora.[8]

Premios Fotogramas de Plata 2003
- Leonor Watling candidata al Premio al Premio a la mejor actriz.

Festival de Cine Latino de Miami, 2002
- ganadora del Premio del Público y candidata al Premio Egret de Oro a la Mejor Película, ambos junto a Inés París.

Semana de Murcia de Cine Español, 2002
- ganadora del Premio al Mejor Guion junto a Inés París.
- ganadora del Premio del Público a la mejor ópera prima, junto a Inés París.

Festival de cine internacional gay y lésbico de Torino, 2002
- ganadora del Premio a la Mejor Película junto a Inés París.

Premios Turia, 2002
- ganadora del Premio al Mejor Director junto a Inés París.

Festival de cine internacional gay y lésbico de Verzaubert, 2002
- ganadora del Premio Rosebud a la Mejor Película junto a Inés París.